# Novum Forskningspark

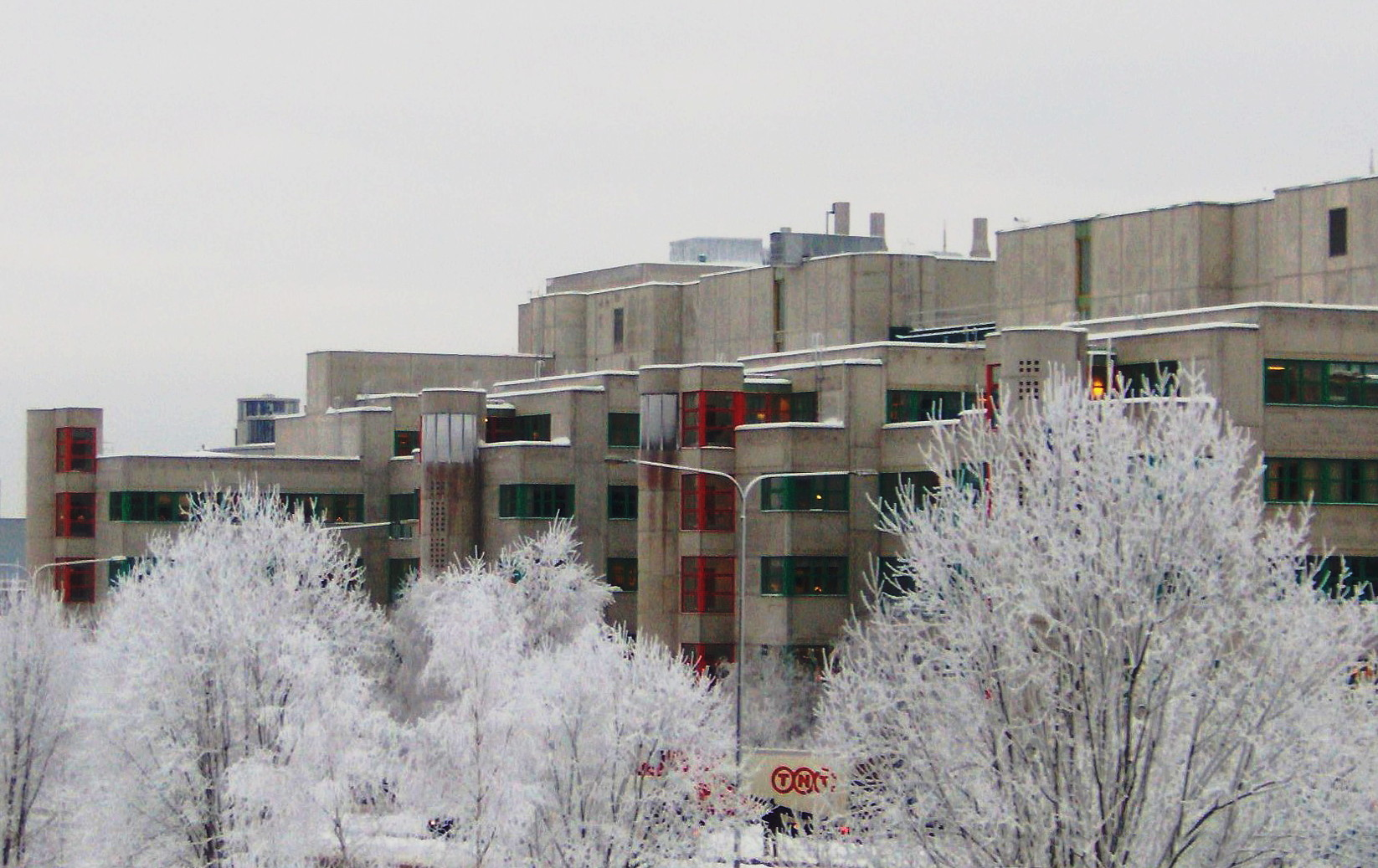
Novum forskningspark i vinterskrud.

Novum Forskningspark är en forskningspark i Flemingsberg, Huddinge kommun, på Södertörn söder om Stockholm. 
Byggnaderna i vit betong och med olikfärgade fönsterbågar, har formgivits för att skapa en övergång mellan Karolinska Universitetssjukhuset i Huddinge kommun, byggd i småländsk betong, och höghusområdet Flemingsberg.
I Novum-byggnaden finns både privata företag och institutioner för akademisk forskning. Tanken är att skapa ett kunskapskluster för biovetenskaplig och medicinsk forskning av absolut världsklass, där vetenskapliga upptäckter från forskningsinstitutionerna kan föras vidare till företag som kommersialiserar upptäckterna och skapar marknadsdugliga produkter i form av bland annat mediciner. Initiativtagare till Novum forskningspark var Jan-Åke Gustafsson, professor och dåvarande prefekt vid Institutionen för biovetenskaper och näringslära, Karolinska institutet. 